# آروید ریماند
آروید ریماند (فنلاندی: Arvid Rydman; ۲۵ ژوئن ۱۸۸۴ – ۱۴ مهٔ ۱۹۵۳) ژیمناست هنری اهل فنلاند بود.